# Дирхам ибн Амир
Абу́-ль-Ашба́ль Дирха́м ибн Ами́р аль-Лахми́ (араб. أبو الأشبال ضرغام بن عامر اللخمي‎; ?, Йемен — май/лето 1164, близ Фустата, Фатимидский халифат) — фатимидский государственный и военный деятель, занимавший пост визиря с 1163 года до своего убийства в 1164 году.

## Семья и личность
Дирхам родился в Йемене в семье суннита Амира ибн Саввара. У него было три брата: Насир ад-Дин Хумам, Насир аль-Муслимин Мулхам и Фахр ад-Дин Хусам. Нисба «аль-Лахми» может указывать на происхождение семьи от доисламской арабской династии Лахмидов.
В рассказах его современника Умары аль-Ямани и более позднего аль-Макризи подчёркиваются его искусство верховой езды и военные навыки. Сообщается, что он был опытным копейщиком и лучником, а также каллиграфом, поэтом и литературным критиком.

## Ранняя карьера
В начале 1153 года армия крестоносцев под предводительством иерусалимского короля Балдуина III осаждает город Аскалон, последний оплот Фатимидов в Леванте. Фатимидский визирь аль-Адиль ибн ас-Саллар срочно отправляет на помощь городу подкрепление под командованием своего пасынка Аббаса. В это же время впервые в источниках появляется Дирхам как один из солдат Аббаса. Когда армия Фатимидов достигла Бильбейса, Аббас решает отказаться от похода и вместо этого свергнуть своего отчима, чтобы самому стать визирем. Таким образом, он отправляет в Каир своего сына Насра, который убивает аль-Адиля, после чего халиф аз-Зафир, который помог им осуществить заговор, провозглашает Аббаса новым визирем. Тем временем Аскалон, брошенный на произвол судьбы, пал перед крестоносцами через 4 месяца.
Тем не менее правление Аббаса длилось недолго. Его убийство халифа в 1154 году вызвало недовольство как среди двора, так и среди населения, и в конечном итоге он был свергнут наместником Асьюта Талаи ибн Руззиком, который затем сменил его на посту визиря. Дирхам, по-видимому, был близким другом Талаи, который назначил его командующим нового военного корпуса «Баркийя». Он даже доверил Дирхаму своего сына Руззика, чтобы тот научил его военному мастерству. Таким образом, Дирхам быстро поднялся до должности заместителя верховного камергера визиря. Когда Талаи возобновил более агрессивную позицию по отношению к крестоносцам, Дирхам возглавил экспедиции против них в 1157 и 1158 годах; в последней он одержал над ними крупную победу при Телль-эль-Аджуле. В 1159 году он вместе с Руззиком подавил восстание мятежника Бахрама в Атфихе в Верхнем Египте.
В 1161 году умирает Талаи, и его преемником становится его сын Руззик. Руззик продолжил дело своего отца, консолидируя власть в халифате, однако уже в следующем году он столкнулся с внутренними проблемами: наместник Куса Шевар ибн Муджир, который был давним неприятелем его отца, поднял восстание и начал собирать армию из местных бедуинов. Несмотря на свои тесные связи с Руззиком, Дирхам, как и многие другие генералы, решил присоединиться к Шевару, поскольку его победа была неизбежна, и таким образом в январе 1163 года Руззик был свергнут и убит. Став новым визирем, Шевар назначил Дирхама своим верховным камергером.
В дальнейшем Дирхам получает за свою службу такие лакабы, как Фарис аль-Муслимин («Рыцарь мусульман») и Шамс аль-Хилафа («Солнце халифата»).

## Визирь Фатимидского халифата и смерть
Бедуины, приведшие Шевара к власти, получили в качестве награды не только казну Руззика, но и возможность свободно совершать набеги на восточную дельту Нила, где находились поместья военных откупщиков, которые составляли бо́льшую часть армии Фатимидов. В результате последние выступили против Шевара, а Дирхам, который имел поддержку корпуса «Баркийя» как его командир, стал их лидером. В течение августа между силами Дирхама и Шевара произошли столкновения, в ходе которых двое сыновей последнего, возможно, были убиты, а старший, Тайй, был схвачен и позже казнён. Это заставило Шевара бежать из Египта, после чего 31 августа Дирхам был провозглашён новым визирем с почётным титулом аль-Малик аль-Мансур («Победоносный царь»). По словам аль-Макризи, на Дирхама как визиря большое влияние оказали его братья Хумам и Хусам.
Тем временем Шевар бежал в Дамаск, где обратился за помощью к зангидскому атабеку города Нур ад-Дину Махмуду. Дирхам попытался помешать его планам, начав собственные переговоры с Нур ад-Дином с предложением о совместном союзе против крестоносцев, но получил лишь уклончивый ответ, а по пути в Египет его посланник был схвачен крестоносцами, возможно, по наущению самого Нур ад-Дина. Дирхам также столкнулся с внутренними проблемами, поскольку многие его командиры завидовали ему и пытались вступить в контакт с Шеваром. Дирхам устроил им засаду и убил 70 из них и их последователей. Хотя с одной стороны это на время укрепило его положение, с другой стороны это лишило его способных генералов. Казнь им наместника Александрии через распятие также стоила ему той доброй воли, которая у него была изначально, так что теперь он мог рассчитывать только на своё личное окружение.
Зимой 1163—1164 годов новый иерусалимский король Амори I вторгается в Египет с намерением оккупировать его. Дирхам повёл против него армию, но в конечном итоге потерпел поражение и отступил в Бильбейс. Затем он прорвал дамбы Нила, который тогда был в разливе, и тем самым заблокировал продвижение крестоносцев, после чего те были вынуждены покинуть Египет. Несмотря на это, Дирхам предложил Амори мирный договор, обещая ему выдать пленных крестоносцев и ежегодно выплачивать дань. Тем временем Шевар и Нур ад-Дин тоже пришли к соглашению: Шевар, как сообщается, предложил передать ему одну треть годового дохода от земельного налога, на что тот согласился отправить в Египет армию для свержения Дирхама. Пока сам Нур ад-Дин отвлекал внимание крестоносцев в Сирии, другая его армия под командованием генерала Асад ад-Дина Ширкуха пересекла Иерусалимское королевство и вошла в Египет.
Дирхам обратился за помощью к Амори, но тот не смог вовремя вмешаться: уже в конце апреля 1164 года Зангиды застали врасплох и разбили брата Дирхама Мулхама в Бильбайсе, и в результате им открылась дорога к столице Фатимидов Каиру. Известие об этом вызвало панику среди населения города. Отчаянно нуждаясь в средствах, чтобы заплатить своим людям, Дирхам даже конфисковал имущество сирот, тем самым спровоцировав общественный резонанс против него. Его войска начали покидать его, включая весь корпус «Райханийя». Оставшись всего с 500 всадниками, он предстал перед дворцом халифа аль-Адида, но тот прогнал его и посоветовал ему спасти свою жизнь. После этого его солдаты начали дезертировать один за другим, и в конце концов у него осталось всего 30 человек. Когда армия Ширкуха приблизилась к Каиру, Дирхам бежал из города, сопровождаемый проклятиями населения. Однако в мае или летом его настигли около Фустата, стащили с коня и убили. Вскоре за ним последовали и его братья. Его голову отрубили и выставили напоказ, а тело оставили непогребённым на несколько дней, прежде чем отвезти его в Биркат аль-Филь для захоронения.
Тем временем Шевар, восстановленный в должности визиря, быстро рассорился с Ширкухом, и сложная серия конфликтов между Шеваром, Ширкухом и Амори, продолжавшаяся до 1169 года, в конечном итоге закончилась казнью и заменой Шевара на посту визиря Ширкухом. Когда последний умер три месяца спустя, его сменил его племянник Салах ад-Дин, который через несколько лет упразднит Фатимидский халифат, просуществовавший 262 года, и оснуёт собственную династию Айюбидов.